# Ana Ristović
Œuvres principales
- Snovidna voda (1994)
- Zabava za dokone kćeri (1999)

Compléments
- Ancienne étudiante de la Faculté de philologie de l'université de Belgrade

Ana Ristović (en serbe cyrillique : Ана Ристовић ; née le 5 avril 1972 à Belgrade) est une poétesse et une traductrice serbe.

## Biographie
Née à Belgrade, Ana Ristović est diplômée de la Faculté de philologie de l'université de Belgrade.
Ses ouvrages ont été traduits en Slovénie, en Slovaquie et en Allemagne. Elle-même traduit des romans et des recueils de poésie slovènes en serbe. Parmi les auteurs qu'elle a traduit figurent notamment Tadeusz Różewicz, Frank O'Hara, Mark Strand, Margaret Atwood, Ted Hughes, Philippe Jaccottet, Nâzım Hikmet et Yves Bonnefoy.

## Œuvres littéraires
- Snovidna voda, Književna omladina Srbije, Pegaz, Belgrade, 1994.
- Uže od peska (Corde de sable), Gradac, Čačak, 1997.
- Zabava za dokone kćeri, Rad, Belgrade, 1999.
- Život na razglednici (La Vie sur une carte-postale), Plato, Belgrade, 2003.
- Oko nule (Autour du zéro), Bibliothèque nationale Stefan Prvovenčani, Kraljevo, 2006[3].
- P. S., Bibliothèque nationale Stefan Prvovenčani, Kraljevo, 2009.
- Meteorski otpad, Centre culturel de Novi Sad, Novi Sad, 2013.
- Nešto svetli, Bibliothèque municipale Vladislav Petković Dis, Čačak, 2014.

## Récompenses
- Prix Branko, 1994.
- Prix Branko Miljković, 1999.
- Prix de la Foire du livre d'Igalo, 2000.
- Prix Hubert Burda de la jeune poésie européenne, 2005.
- Prix Milica Stojadinović Srpkinja, 2010.
- Prix Dis, 2014[4].